# Saint-Gauzens
Saint-Gauzens – miejscowość i gmina we Francji, w regionie Oksytania, w departamencie Tarn. Nazwa miejscowości pochodzi od imienia św. Gaudentego.
Według danych na rok 1990 gminę zamieszkiwało 756 osób, a gęstość zaludnienia wynosiła 41 osób/km² (wśród 3020 gmin regionu Midi-Pireneje Saint-Gauzens plasuje się na 436. miejscu pod względem liczby ludności, natomiast pod względem powierzchni na miejscu 615.).